# Chlorocichla
Chlorocichla é um género de ave passeriformes da família Pycnonotidae.

## Espécies
Este género contém as seguintes espécies:
- Chlorocichla laetissima
- Chlorocichla prigoginei
- Chlorocichla falkensteini
- Chlorocichla flaviventris
- Chlorocichla simplex